# Mesoleptus despectus
Mesoleptus despectus là một loài tò vò trong họ Ichneumonidae.